# Телемах
Телема́х або Телема́к (грец. Τηλέμαχος, дос. «той, хто б'ється на відстані») — син Одіссея й Пенелопи. Згадується у другій пісні «Іліади», один з головних героїв поеми «Одіссея».

## В «Одіссеї»
Протягом 20-літньої відсутності батька хлопця виховував приятель Одіссея Ментор. Телемах не зміг прогнати настирливих женихів зі свого дому і за порадою Афіни вирушив на розшуки батька до Нестора в Пілос, по дорозі зупинившись у Діокла, та до Менелая в Спарту. У цій подорожі його супроводила сама Афіна в постаті Ментора. Повернувшись додому, Телемах зустрів у свинопаса Евмея свого батька, який був переодягнений жебраком. Одіссей відкрився синові, і Телемах допоміг йому перебити женихів Пенелопи, а потім провів його до старого Лаерта.

## У «Телегонії»
Згідно з післягомерівськими міфами, Телемах згодом одружився з дочкою Нестора Полікастою або з Навсікаєю, дочкою Алкіноя. За іншою версією, дружиною Телемаха стала Кірка, що народила від нього сина Латина, або дочка вбитої ним Кірки Касіфона, від якої він згодом загинув.